# Sheila Bleck
Sheila Bleck (Coos Bay, Oregón; 14 de octubre de 1974) es una culturista profesional retirada estadounidense. Está posicionada en el sexto lugar del ranking elaborado por la IFBB de las Mejores culturistas femeninas.

## Primeros años y educación
Bleck nació en la ciudad de Coos Bay (Oregón), junto con su hermana gemela idéntica, Sherry. Su madre, Rebecca, era joven y soltera, y nunca conocieron a su padre. Bleck ha hablado de los abusos que sufrieron ella y su hermana a manos de las niñeras entre los tres y los cinco años de edad. Finalmente, la madre de Bleck, que trabajaba, pidió a la abuela de las gemelas que se hiciera cargo de ellas.
En 1992, Sheila, quien se ha descrito a sí misma como una persona siempre atlética, se graduó en el instituto de North Bend.

## Carrera como culturista

### Amateur
A los doce años, la madre de Bleck les compró a ella y a su hermana su primer banco de pesas. Cita al personaje del actor Sylvester Stallone, Rocky Balboa, y al Increíble Hulk como sus primeras inspiraciones. Bleck, que por aquel entonces era bailarina de danza moderna, no empezó a levantar peso en serio hasta los 16 años, cuando se apuntó a un club de powerlifting. Su primer entrenador fue Jake Grabow, del gimnasio Better Builds, de quien recibió una educación sobre la alimentación y las poses. Poco después de graduarse en el instituto, Bleck empezó a competir como culturista.
En 2008, al ganar los Nacionales del circuito de la NPC, obtuvo su tarjeta profesional de la IFBB.

### Profesional
En 2009, John Romano se convirtió en el entrenador de preparación de Bleck para su carrera profesional, aunque posteriormente pasó a estar asesorada por Dave Palumbo. En 2010, quedó en segundo lugar en su primera competición profesional, el New York Pro 2010. Perdió contra la canadiense Catherine LeFrançois por un solo punto. Desde 2010, ha estado entre los seis primeros de todas las competiciones profesionales de culturismo en las que ha participado, con la excepción del Ms. Olympia de 2014. En los Campeonatos Mundiales Rising Phoenix de 2016, Bleck quedó en segundo lugar en la general y ganó el premio a la Mejor pose.

### Historial competitivo
- 1993 - Bill Pearl Classic - 2º puesto (HW)
- 1995 - Oregon Coast Champ - 1º puesto (HW)
- 1998 - Oregon State Champ - 1º puesto (HW)
- 1999 - Oregon State Champ - 1º puesto (HW)
- 2000 - Oregon State Champ - 1º puesto
- 2000 - Emerald Cup 2000 - 1º puesto
- 2000 - USA Nationals - 16º puesto
- 2002 - Contra Costa - 1º puesto
- 2003 - USA Nationals - 6º puesto (HW)
- 2005 - USA Nationals - 11º puesto
- 2006 - USA Nationals - 3º puesto
- 2006 - USA Nationals - 3º puesto
- 2007 - USA Nationals - 2º puesto
- 2008 - USA Nationals - 1º puesto
- 2010 - IFBB New York Pro - 2º puesto
- 2010 - IFBB Ms. Olympia - 4º puesto
- 2011 - IFBB Ms. Olympia - 6º puesto
- 2012 - IFBB Tampa Pro - 2º puesto y Premio a la Mejor pose
- 2012 - IFBB Ms. Olympia - 6º puesto
- 2014 - IFBB Tampa Pro - 1º puesto y Premio a la Mejor pose
- 2014 - IFBB Ms. Olympia - 7º puesto
- 2016 - IFBB Tampa Pro - 1º puesto
- 2016 - IFBB Rising Phoenix World Championships – 2º puesto y Premio a la Mejor pose
- 2017 - IFBB Tampa Pro - 1º puesto
- 2017 - IFBB WOS Rising Phoenix World Championships – 2º puesto y Premio a la Mejor pose
- 2018 - IFBB WOS Rising Phoenix World Championships – 3º puesto[1][2][3]